# فرودگاه شهرستان شهرستان
فرودگاه شهرستان کانتی (به انگلیسی: Schenectady County Airport) یک فرودگاه همگانی با کد یاتا SCH است که یک باند فرود آسفالت دارد و طول باند آن ۲۱۳۴ متر است. این فرودگاه در شهر سینکتدی، نیویورک کشور ایالات متحده آمریکا قرار دارد و در ارتفاع ۱۱۵٫۲ متری از سطح دریا واقع شده است.